# Courbeveille
Courbeveille ist eine französische Gemeinde mit 633 Einwohnern (Stand 1. Januar 2022) im Département Mayenne in der Region Pays de la Loire. Sie gehört zum Arrondissement Château-Gontier und zum Kanton Cossé-le-Vivien.

## Bevölkerungsentwicklung
| Jahr      | 1962 | 1968 | 1975 | 1982 | 1990 | 1999 | 2009 | 2019 |
| Einwohner | 457  | 423  | 416  | 503  | 487  | 488  | 646  | 640  |

## Sehenswürdigkeiten

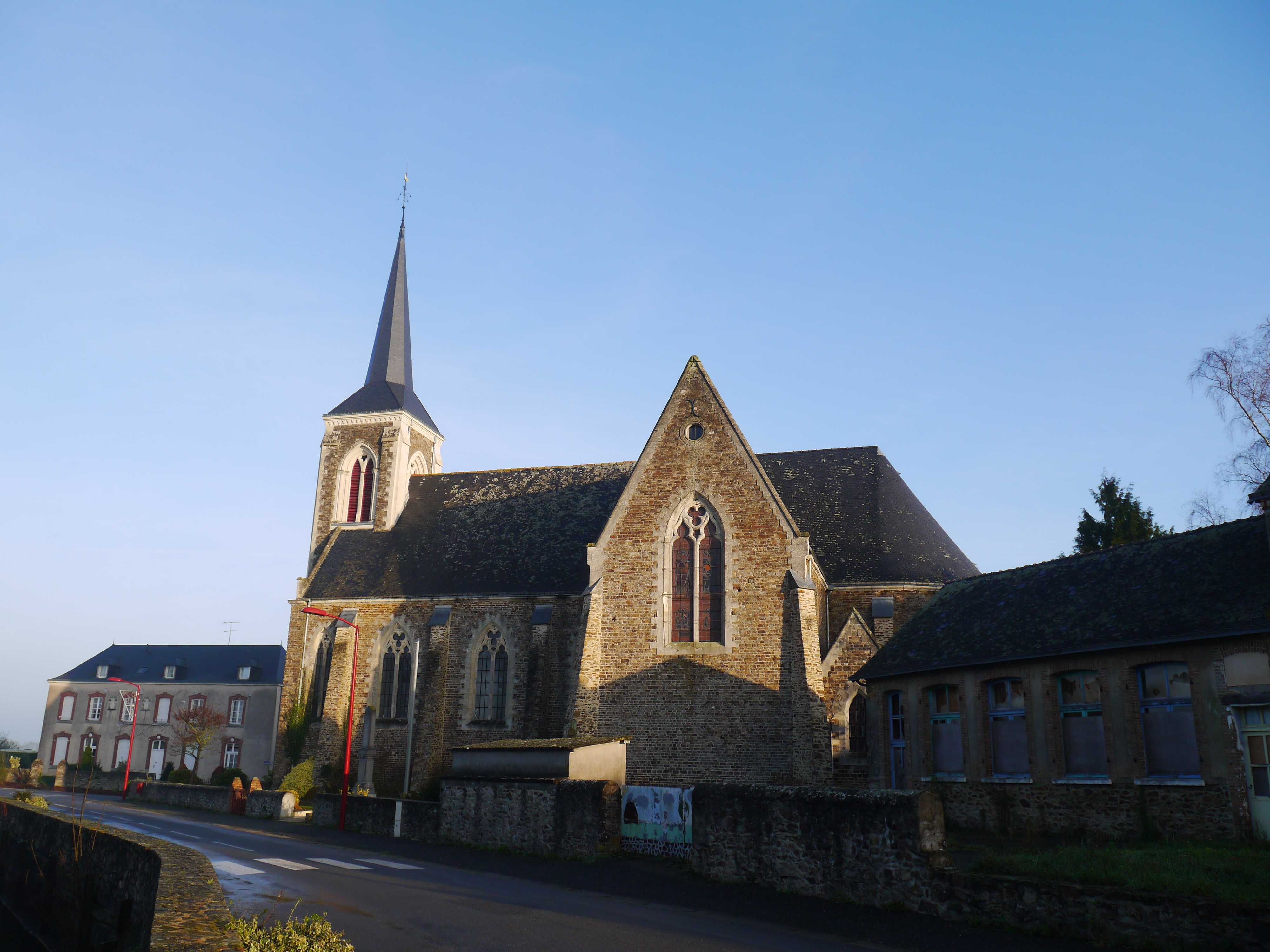
Kirche Saint-Sulpice

- Schloss La Patrière
- Kirche Saint-Sulpice

## Persönlichkeiten
- Guy XIV. de Laval (1407–1486), Graf von Laval, Seigneur de Courbeveille